# ラファエレティモシー
ラファエレ ティモシー（LAFAELE Timothy、1991年〈平成3年〉8月19日 - ）は、ジャパンラグビーリーグワンのコベルコ神戸スティーラーズ所属のラグビー選手。

## プロフィール
- ニュージーランド出身（サモア・アピア生まれ）[1]。
- ポジションはスタンドオフ(SO)・センター(CTB)
- 身長 186 cm、体重 96 kg
- ニックネームはティム。
- 日本代表キャップは28。（2022年6月18日現在）
- U18オークランド代表に選ばれたことがある[2]。
- 2017年（平成29年）10月に日本に帰化[3]。

## 略歴
6歳からラグビーを始めた。
2010年、デラセラカレッジ卒業後、山梨学院大学に入る。
2014年、山梨学院大学卒業後、コカ・コーラレッドスパークスに加入。同年10月12日に行われたジャパンラグビートップリーグ第6節のキヤノンイーグルス戦にて先発出場で公式戦初出場を果たす。
2016年11月5日に行われたリポビタンDチャレンジカップ2016アルゼンチン戦にて途中出場で日本代表初キャップを獲得し、同年12月にはスーパーラグビーサンウルブズの2017年スコッドに入った。
2019年、神戸製鋼コベルコスティーラーズに加入。また同年8月、ラグビーワールドカップ2019の日本代表に選出された。
2020年5月15日、ハーパーコリンズ・ジャパンから著書『つなげる力　最高のチームに大切な13のこと』（ISBN 978-4-596-55155-9）が刊行された。
2025年5月10日、リーグワン2024-25DIVISION1最終第18節で、リーグ通算100キャップ（トップリーグ51試合、リーグワン49試合）を達成した。